# Rico Weber
Rico Weber (* 7. Oktober 1942 in Hinwil; † 8. Oktober 2004 in Bern) war ein Schweizer Künstler.
Seine Kindheit und Jugend verbrachte Weber in Hinwil, bis er 1959 eine 4-jährige Lehre als Tapezierer-Dekorateur in Zürich begann. Danach reiste er durch Europa und lernte 1966 Jean Tinguely und Niki de Saint Phalle in Stockholm beim Bau des Gemeinschaftsprojekts Hon im Moderna Museet kennen. Er war der erste Assistent beider Künstler und arbeitete seither für sie sowie auch für Daniel Spoerri, Per Olof Ultvedt, Bernhard Luginbühl und Samuel Buri. Bis 1978 leitete er ihre Ausstellungen. 1972 kaufte Weber ein Haus in der Frohmatt (Gemeinde St. Ursen), wo er seit 1979 lebte und arbeitete. Seit 1978 stellte er seine persönlichen Werke aus. Diese sind u. a. realistische Gipsabgüsse in Selbstdarstellung, von hinten angeleuchtete Fensterkästen, sog. Energie-Stillleben (anthrazitfarbene Relief-Wandausschnitte) und Zap-TVs.
Rico starb am 8. Oktober 2004 an Krebs.

## Film
- Rico Weber – Spurensuche im magischen Kabinett, by Stefan Hugentobler, CIP-Productions, 2006 (DV, Doc, de/fr, 59 min)

Der Künstler Rico Weber war zunächst bekannt als Assistent von Jean Tinguely und Niki de Saint Phalle. Seit 1978 stellte er jedoch auch seine eigenen Werke aus und erntete mit seinen „Energiestilleben“ Beachtung im In- und Ausland. Der Filmemacher Stefan Hugentobler widmet seinen Dokumentarfilm Leben und Werk des Schweizer Künstlers. Entstanden ist dabei nicht nur ein beherztes Porträt, sondern auch ein aufschlussreiches Zeugnis der Blütezeit des „Nouveau Realisme“.
Neben eigens recherchierten Bildern wartet der Film mit zahlreichen, bisher unveröffentlichten Filmdokumenten und Fotos der „Bande des Suisses“ aus der Zeit zwischen 1970 und 2000 auf.
Seit dem Tod von Rico Weber im Oktober 2004 visionierte Stefan Hugentobler mehrere dutzend Stunden Archivfilme aus Webers Fundus, drehte rund 30 Stunden neues Filmmaterial und bereiste, begleitet von seiner Kamera, die wichtigsten Stationen seines Schaffens in der Schweiz in Frankreich und Italien. Im Auftrag des MAHF dokumentierte Stefan Hugentobler kurz nach Webers Tod dessen Haus in St. Ursen, sowie die darin befindlichen Kunstschätze mittels Video – eine Reise durch das magische Kabinett eines aussergewöhnlichen Künstlers und Weltenbummlers, der zeitlebens alles aufbewahrte, was ihm zwischen die Hände geriet. Ferner fand man in Webers Haus eine Kiste mit Videobändern des Künstlers. Diese enthielten Auto-Interviews, die von ihm rund ein halbes Jahr vor seinem Tod aufgezeichnet wurden. Es handelt sich um erschütternde Zeugnisse des Überlebenskampfs gegen seine Krebserkrankung. Ebenso äussert sich Rico Weber darauf über seine künstlerischen Intentionen, die auf das subtile Spannungsfeld zwischen Realität und Illusion zielten.

## Auszeichnung
- 2002: UBS-Kulturstiftung, Förderpreis